# Буј Деван
Буј Деван (фр. Bouilh-Devant) насеље је и општина у јужној Француској у региону Миди Пирене, у департману Горњи Пиринеји која припада префектури Тарб.
По подацима из 2011. године у општини је живело 21 становника, а густина насељености је износила 7,02 становника/km². Општина се простире на површини од 2,99 km². Налази се на средњој надморској висини од 341 метар (максималној 381 m, а минималној 245 m).

## Демографија
| 1962. | 1968. | 1975. | 1982. | 1990. | 1999. | 2011. |
| ----- | ----- | ----- | ----- | ----- | ----- | ----- |
| 48    | 39    | 31    | 35    | 27    | 23    | 21    |

График промене броја становника у току последњих година